# Annie Rockfellow
Annie Graham Rockfellow (12 de marzo de 1866 – 17 de enero de 1954) fue la primera arquitecta de Tucson, Arizona, Estados Unidos, durante las primeras décadas del siglo XX. Defendió la arquitectura local como generadora de "sentido de lugar".

## Vida y trabajo
Nació en Monte Morris, Nueva York el 12 de marzo de 1866, Annie fue la hija de Samuel L. Rockfellow y Julia L. Conkey. Los viajes atravesaron su infancia. A los seis años viajó junto a su familia a Carolina del Norte, visitando Nueva York, Washington y Richmond. Fue el primero de muchos viajes que le enseñaron a Annie cómo las variaciones de la arquitectura vernácula crean un sentido de lugar. Mientras cursaba sus estudios secundarios, descubrió un catálogo del Instituto Tecnológico de Massachusetts (MIT) y decidió que  estudiaría arquitectura. Vivía en la ciudad de Rochester (NY) cuando el arquitecto local William C. Walker, le ofreció un empleo en su firma para cuando se graduara. La carrera de arquitectura del MIT abrió sus puertas a las mujeresen 1884, Rockfellow se convirtió en la primera estudiante en inscribirse, en 1885. Conocida como "Rocky" por sus compañeros, se graduó en 1887.
William Walker cumplió su promesa y la contrató como dibujante y diseñadora luego de su graduación. Trabajó en su firma seis años, hasta la Depresión norteamericana de 1893.
En 1895, Rockfellow decidió probar suerte en Tucson, donde su hermano mayor John se había establecido hacía seis años. John trabajaba en la Universidad de Arizona y le consiguió un puesto enseñando Inglés, Historia y Geografía. Durante su estancia, no dejó de observar y analizar la arquitectura de la región, puntualizando: "oy una admiradora de lo que llamo el estilo arquitectónico Tucson-Mexicano para esta parte del país, las construcciones en planta baja y de gruesos muros de adobe muestran la influencia de México y parecen “pertenecer” a esta topografía y este clima. Estoy a favor de preservar y de usar aquellos que aún están en pie."
Dos años después, al finalizar su contrato con la Universidad, partió de viaje a Europa por cuatro meses. Retornó a Estados Unidos en 1898 y estableció su propia oficina en Mount Morris.
En 1905, se trasladó a Tombstone, Arizona para dedicarse a la deteriorada salud de su padre, Samuel, y luego a vivir con su hijo, John A. Rockfellow, siguiendo los mandatos de la época. En 1916, se mudó a Tucson y trabajó para la firma del arquitecto Henry O. Jaastad desde 1916 hasta 1938 como diseñadora en jefe. Fue miembro de la facultad de la Universidad de Arizona desde 1895 hasta 1897 y miembro de numerosos clubes cívicos de Tucson incluyendo: American Pen Women, Sociedad Histórica y Arqueológica de Arizona, Sociedad de Historia Natural de Tucson y la Asociación de Bellas Artes de Tucson. Allí diseñó una casa para su hermano en Tucson y durante una de las visitas, el arquitecto Henry O. Jaastad le pidió colaboración en un concurso para la YMCA de Miami. Tras ganar, Jaastad le ofreció trabajo permanente en su oficina.
Antes de viajar, Rockfellow completó varios proyectos inconclusos y visitó la Exposición Internacional Panamá-Pacific en San Diego, California, lo cual afectó su estilo de diseño. Sus edificios se basaron y se inspiraron por los estilos regionales incluyendo el Pueblo Resurgimiento, y el Renacimiento de la Misión española. Creó algunos de los edificios más prominentes de Tucson incluyendo el Hotel El Conquistador y la Escuela de Safford. Luego se integró a la oficina a sus 50 años (1916). Trabajó 22 años en la firma Jaastad “formando parte de todos los trabajos y supervisiones, pero principalmente en los diseños”. Fue la primera arquitecta registrada como tal en Arizona. 
Rockfellow dejó de trabajar en 1938 y se trasladó a Santa Bárbara, California. Murió en 1954 a la edad de 87 años.

## En Sus Palabras Propias
Lo siguiente fue escrito para los Archivos de la Sociedad Histórica y Pionera de Arizona, Tucson, por Annie Graham Rockfellow:
Fue en el siglo XIX que empecé a ser una Pionera de Arizona y me convertí en elegible para la Sociedad Histórica y Pionera de Arizona, pero nadie, menos aún mi yo recién nacido, sabía que un cierto 12 de marzo me dirigía en ese camino. De hecho, Arizona era casi tan extraña como yo, en ese momento, habiendo sido organizada sólo unos años antes. Mi lugar de nacimiento fue una ciudad próspera en el Oeste de Nueva York de aproximadamente 3000 habitantes, llamada Monte Morris y organizado en 1794. Recuerdo esa fecha porque monté en el desfile cuándo se celebró el centésimo aniversario en 1894.
Quizás el primer recuerdo concreto de mi infancia fue, a la edad de tres años, un viaje a Nueva York con mis padres para visitar a mi Tía Mary por cuya hija fui nombrada. Mi Tía Mary era cuñada de George Graham, el editor del magazín Graham, que representa a Graham en el nombre de mi prima Annie y el mío. Nunca vi a la prima. Murió antes de mi llegada a América del Norte. Recuerdo vagamente "al Tío George y la Tía Lizzie Graham" en aquella visita temprana, también a mi primo el Coronel Harry Rockefeller, quién perdió su brazo derecho en la guerra civil. En mi quinto año mi padre vendió su establecimiento mercantil en Monte Morris y se dedicó al negocio de víveres en rochester, N.Y., donde le recomendaron vivir al aire libre para fortalecer su vitalidad.
Recuerdo que jugaba entre las cajas del vivero, vadeando el arroyo que atravesaba la propiedad del vivero, viendo al padre cortar la hierba del jardín con una guadaña, y mi hermano con la cara ennegrecida por un cañón del cuatro de julio. Y NIEVE! Inviernos reales, cuándo estaba bien envuelta y colocada en mi trineo de Navidad y llevada por mi padre y mi hermano al Árbol de Navidad de la Escuela Dominical de la Misión. Cuando tenía seis todos fuimos al sur por la salud de mi madre. Paramos en Nueva York, Washington y Richmond. En el hotel en Washington me impresionó mucho ver a Tom Thumb y su compañía teatral en mesas especiales en el gran comedor. Dos momentos de Edenton, Carolina del Norte están encima en mi memoria, era dónde parabamos durante los meses de invierno, -- empezando la escuela vimos un asesino colgado! La escuela fue mantenida por dos de cuatro hermanas solteras. Su casa fue históricamente interesante habiendo sido construida para la novia del primer gobernador del estado. La casa tenía un diseño Colonial y los paneles de roble de las habitaciones principales fueron traídos desde Inglaterra en un velero.
El salón de la escuela era una de las antiguas casas de esclavos, al segundo piso se llegaba por una escalera exterior, había mucho encalado en las paredes tanto exteriores como interiores. Los escritorios estaban colocados contra las paredes con bancos continuos. Cuando estudiabamos quedabamos de frente a la pared pero nos volteabamos para recitar. El estudio de aritmética empezó con "sumas" en aquellos días. Cuándo llegó el momento de regresar a Nueva York los profesores me dieron una fiesta en su hermoso jardín de rosas y la cena se sirvió en el gran comedor con paneles. Un niño pequeño tuvo que venir a la fiesta descalzo porque tenía seis dedos en un pie y no podía calzar zapatos. ¡Por supuesto que lo recordaría!
Muchos, muchos años después algunos de nuestros amigos fueron a Edenton y allí conocieron a las dos hermanas restantes que, aprendiendo mi dirección, me enviaron una caja de rosas de este mismo jardín. Parte del viaje a casa fue en barco, de Norfolk a Nueva York, y recuerdo que mi hermano me hablo, en Norfolk, para ver a los hombres pescando ostras. De regreso en Rochester fui a colegios privados, deambulaba por la ciudad y por las playas del Lago Ontario, en verano; patinaba, y construía "iglús" de nieve en invierno. En el otoño de 1976 mi padre me llevó a la Exposición del Centenario en Filadelfia y ni una cosa se me escapó de la fabricación de pasadores para el gran motor Corliss, en el tiempo en el que era el motor más grande del mundo.
En 1878 pase un verano en Saratoga Springs a donde mi madre fue por los beneficios de las aguas de manantial, y ese otoño regresamos a vivir en Mount Morris en el bello valle de Genesee. Seguido de tres años de vida hotelera, seis años de internado y el tecnológico de Boston, -- esto para el estudio de la arquitectura, -- y seis años de negocios arquitectónicos en rochester. Mientras tanto, empezamos a conocer Arizona, y bastante mejor que el oriental promedio. Mi hermano, buscando salud y aventura, nos introdujo por carta y descripción. Su vida allí cuidando los Archivos de los Pioneros y su libro "The Log of an Arizona Trail Blazer" Mientras él actuaba como "profesor" en la Universidad de Arizona obtuvo una cita para mí en la facultad, y entré en 1895, pero incluso entonces no me di cuenta que sería el principio de mi elegibilidad para la Sociedad Histórica y Pionera.
Dos años después mi vida estaba en el este otra vez, "diseñando" viajando por bicicleta en Gran Bretaña y Europa Continental, y manteniendo la casa para mi padre después de la muerte de mi madre en 1900. Podría decir que mi viaje en el extranjero fue financiado por los ingresos de las inversiones ganaderas en Arizona, en el rancho N.Y. en el condado de Cochise. Mi Padre a la edad de 79 se retiró de los negocios y fue a Tombstone para estar con mi hermano y su familia, y yo estaba en una oficina de arquitectos y en la mía en Detroit y Buffalo, pero llegue a Tombstone en 1909, y me quede hasta que mi padre se liberó de meses de quebranto físico. Su funeral y entierro fueron en Mount Morris en 1911.
Sabes "El cactus se mete debajo de la piel", y estaba feliz, después de que cuatro inviernos de aguanieve y hielo y dolor de garganta, para llegar una vez más a la soleada Tucson. Parecía que podía quedarme dos meses para visitar mi a hermano, su mujer y mis dos jóvenes sobrinas y sobrino, pero los meses se convirtieron en años, nueve de ellos, antes de irme al este a vender todo el cementerio y regresar. Mientras tanto visite California durante el invierno de 1915-16, y en la primavera me conecte con la oficina del Arquitecto H.O. Jaastad en Tucson, y, al momento de escribir, en diciembre de 1933, sigo en esa oficina, principalmente como diseñadora.
Algunos de los edificios en Tucson con que los que he tenido el toque más personal son la Escuela Safford, el edificio del Banco de Arizona del sur y Trust Co., iglesia de ciencia cristiana, los primeros edificios del Sanatorio del desierto, El Hotel Conquistador, La Fonda Buen Provecho Inn, el edificio de la Asociación cristiana de Mujeres Jóvenes, y muchas residencias dentro y fuera de los límites de ciudad. En otras partes del estado y en Nuevo México hay más diseños, mayormente escuelas, la escuela Allison-James en Santa Fe, la escuela Menaul en Alburquerque. En Safford, Arizona, un hotel, una iglesia, y un edificio de banco. En Miami Ariz., una escuela, una iglesia, y el Y.M.C.A., etc.
Como residente de Tucson soy un miembro interesado de varios clubes además de la Sociedad Histórica y Pionera, entre ellos la sociedad Arqueológica, la sociedad de Historia Natural, Las Bellas artes, Las Hijas de la Revolución americana, el club de Mujeres de Negocios y Profesionales, la sucursal de Tucson de la Liga Nacional de mujeres de Bolígrafo americano, y un largo tiempo miembro de la junta directiva de la Y.W.C.A. Y actualmente patrocinadora para su grupo de chicas empresarial, el círculo Otonka. Cuándo los negocios lo permiten pasó algún tiempo cada año con mi hermano y mi cuñada en cochise Stronghold, montando sus caballos, y escalando montañas, y una parte de los veranos "haciendo algo diferente" cada año, pero siempre incluyendo contactos felices con mis sobrinas y sobrinos y sus hijos en California, y cuándo sea posible con los de Massachusetts. En los últimos diez o quince años he visitado Alaska, Hawái, Panamá, Cuba, el Gran Cañón, Ariz.; Mesa Verde, Colorado; Santa Fe y ruinas y pueblos indios en Nuevo México; el parque nacional Zion y el Cañón Bryce; México; y he viajado en caballo, tren, autobús, barco, coche, y avión, pero hasta ahora he extrañado el dique Roosevelt, y la Apache Trail. y otros sitios más. Aquí está Esperando! -- También que el buscador en los archivos del Pionero encontrará una lectura más provechosa que esta.

## Edificios Principales Existentes

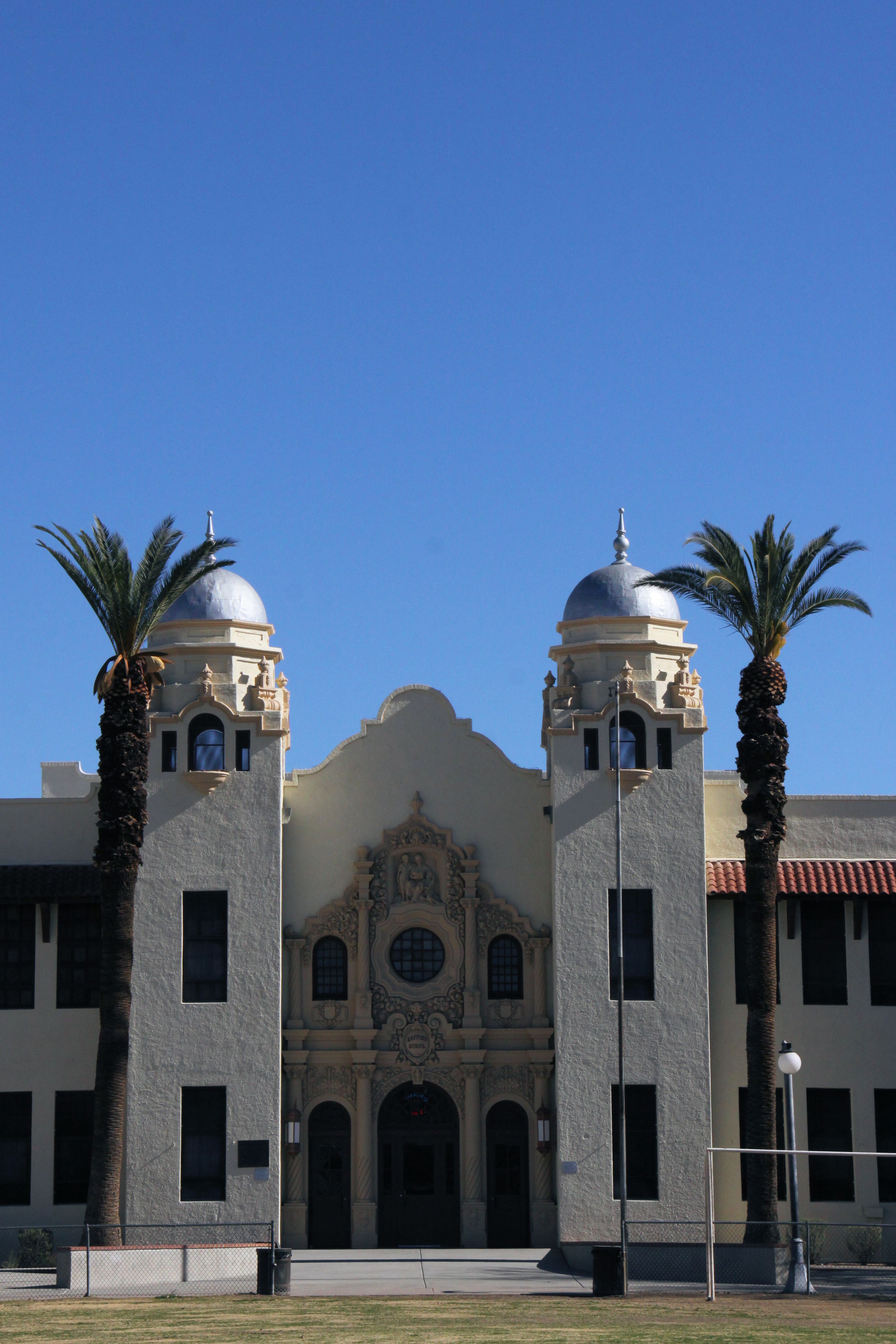
Escuela Safford, 1918

- Escuela Safford, (1918) (Tucson, Arizona)
- Desert Sanitorium (Tucson Centro Médico), (1926-29): Erickson House, Arizona Building, Patio Building, Water Tower, Court Buildings and Educational Buildings
- La asociación cristiana de Mujeres Jóvenes, (YWCA) (1929-1936) Tucson
- Southern Arizona Bank and Trust Co., Downtown Tucson
- La Fonda Buen Provecho Inn, (1931) Tucson, Arizona
- R.P. Boss House, Tucson, 1932
- Allison-James School, (1922–24), Santa Fe
- Menaul School, Albuquerque, Nuevo México, (1919-1920)
- Casa Grande Women's Club, Casa Grande, Arizona 1923 (native stone)[4]

## Edificios Atribuidos a Anne Graham Rockfellow
- YMCA, Miami, Arizona, 1915
- Inspiration Grammar School, Miami, AZ, 1919
- Residencia, Señor Eric Wick, Tucson, AZ, 1920
- Residencia, George Martin, Tucson, AZ, 1923
- High School, Superior, AZ, 1924
- Hospital, Apache Powder Co., Sixth St., Benson, AZ, 1924
- Girl’s School, Lutheran Apache Mission, White River, AZ, 1924
- School for Lone Star District #20, Graham County, AZ, 1925
- Residencia, W.E. Rudasill, Tucson, AZ, 1926
- Grade School, Benson, AZ, 1926
- St. Helen's Chapel, Oracle, AZ, 1927
- Residencia, Señor J.C. Wright, Safford, AZ 1927
- Residencia, Caroline Marshall, este de Broadway, Tucson, AZ
- Residencia doble, Señor E.S. Jackson, Tucson, AZ 1928
- Mortuary Chapel, Reilly Undertaking, 102 E. Pennington, Tucson, AZ, 1929 and 1935
- Residencia, Hayward Hoyt, Broadway y Wilmot, Tucson, AZ, 1929
- Residencia, Señora A.W. Erickson, en el Desierto Sanitarium (TMC), Tucson, AZ, 1929 y 1936
- Hotel, Safford, AZ, 1929
- Residencia, R.P. Bass, Tanque Verde Rd., Tucson, AZ, 1932
- Casa de inspiración, Tucson, AZ, 1935
- La casa de Niños de Arizona, Tucson, AZ [Organización de Historia]
- Edificio de banco, Safford, AZ
- Iglesia, Miami, AZ
- Escuela elemental, St. David, AZ
- Cuatro residencias en Lee St., Tucson, AZ
- Hospital indio en Sells, AZ
- Methodist Episcopal Church, Safford, AZ
- Pinal Hospital de condado, Florence, AZ
- Residencia, Dr. V.G. Presson [Preston?], 1317 N. Stone, Tucson, AZ [derribada]
- Residenca, Mrs. Hobart [Herbert?] Johnson, Erickson Dr. north of Grant Road, Tucson, AZ [probablemente parte del Desert Sanatorium, ver arriba]
- Residencia, Señora William P. Haynes, Tucson, AZ
- Residencia, Warren Grossetta, 1645 E. Speedway, Tucson, AZ [derribada]
- University Heights Elementary School, Tucson, AZ

## Edificios demolidos
- El Conquistador Hotel (1928) Tucson, (Derribado)[5]
- Hoyl House (1929)
- Primera Iglesia de Cristo Científico, Tucson, AZ [derribado]

## Cronología de la vida de Annie Graham Rockfellow
12 de marzo de 1866, nació de Samuel y Julia Lucinda (Conkey) Rockfellow en Mt. Morris, NY. Vivió en Mt. Morris, NY, Rochester, NY, Ciudad de Nueva York, Washington D. C., Richmond VA, Edenton, NC, y Saratoga Springs, NY.
1875-1878, la familia regresó a Rochester, donde fue a colegios privados y “vagó por ciudad.” Decidió convertirse un arquitecta.
1882-1885, asistió al internado.
1885, asistió al M.I.T., graduándose en 1887 con un Diploma en Arquitectura.
1887-1893, Trabajó como dibujante para el arquitecto William C. Walker en Rochester, NY.
1895-1896, Facultad, Universidad de Arizona, enseñando inglés, Geografía, Historia de EE. UU., y posiblemente redactando.
1897-1900, Regreso a NY otra vez.
1898, tour de cuatro meses a Gran Bretaña y Europa en bicicleta, “estudiando arquitectura y disfrutando del paisaje.”
1898-1909, práctica privada, en Mt. Morris, NY, Detroit, MI y Búfalo, NY.
1905, Su padre Samuel Rockfellow se mudó a Tombstone, AZ.
1905, Artículo en la edición de enero de Good Housekeeping titulado “The Nutshell.”
1909-1910, Se trasladó Tombstone, AZ para cuidar de su padre.
1911-1915, Practicando en el oeste de NY y “asistiendo en varias oficinas.”
1915, Asistió a la exposición Panamá-California, San Diego, CA.
1916-1938, Diseñadora arquitectónica en Jefe para Henry O. Jaastad, Tucson Arizona.
1938, Se retiró y traslado a Santa Bárbara, CA.
1954, Murió en Santa Bárbara, CA; enterrada en Mt. Morris, NY.